# Ahmed Sékou touré International Airport
Ahmed Sékou Touré International Airport är en flygplats i Guinea. Den ligger i den västra delen av landet, 8 km nordost om huvudstaden Conakry. Conakry International Airport ligger 21 meter över havet.
Terrängen runt Conakry International Airport är platt. Havet är nära Conakry International Airport söderut. Runt Conakry International Airport är det tätbefolkat, med 636 invånare per kvadratkilometer. Närmaste större samhälle är Conakry, 8,4 km sydväst om Conakry International Airport. Trakten runt Conakry International Airport består huvudsakligen av våtmarker.